# 바너드 68
바너드 68(영어: Barnard 68)은 남반구 별자리인 땅꾼자리 방향에 위치한 분자운, 암흑성운 또는 보크 구상체로, 은하수 내에서 약 125 파섹(407 광년) 거리에 있다. 이 성운은 지구에서 그 뒤의 별들이 보이지 않을 만큼 가깝고 밀도가 높다. 미국의 천문학자 에드워드 에머슨 바너드는 1919년에 이 성운을 자신의 암흑성운 목록에 추가했다. 그의 목록은 1927년에 출판되었으며, 당시 약 350개의 천체를 포함하고 있었다. 불투명성으로 인해 내부 온도가 약 16 켈빈(-257°C/-431°F)으로 매우 낮다. 질량은 태양의 약 2배이며, 크기는 약 0.5 광년이다.

## 특성
가시광선 파장에서는 불투명하지만, 세로파라날의 초대형 망원경을 사용하여 약 3,700개의 가려진 배경 은하수 별들이 관측되었으며, 이 중 약 1,000개는 적외선 파장에서만 관측이 가능하다. 성운의 불투명도를 정밀하게 측정한 결과, 성운 내부의 먼지 분포를 상세하고 정확하게 지도화할 수 있었다. 허셜 우주망원경으로 얻은 관측 결과를 통해 먼지 성분의 분포와 온도를 더욱 정확하게 파악할 수 있었다. 태양계 근처에 암흑성운이 있다는 것은 관측과 측정을 크게 용이하게 한다. 외부 힘의 방해를 받지 않는다면, 먼지 구름의 안정성은 구름 내용물의 열이나 압력으로 인한 외향력과 동일한 입자들이 만들어내는 내향 중력 사이의 미묘한 균형을 이룬다(진스 불안정성과 보너-에베르트 질량 참조). 이로 인해 구름은 큰 비눗방울이나 물이 가득 찬 풍선을 흔들 때처럼 진동하거나 떨린다. 구름이 별이 되기 위해서는 중력이 충분히 오래 우세해져서 구름을 붕괴시키고 핵융합이 지속될 수 있는 온도와 밀도에 도달해야 한다. 이런 일이 일어나면, 별의 외피가 훨씬 작아지는 것은 크게 증가한 중력과 복사압 사이의 새로운 균형을 나타낸다.
이 성운의 질량은 태양의 약 2배이며, 크기는 약 0.5 광년이다. 바너드 68의 분명히 드러난 경계와 다른 특징들은 이 성운이 중력 붕괴의 직전에 있으며, 앞으로 약 20만 년 이내에 별이 될 것임을 보여준다.
이 성운은 종종 목동자리 공동과 혼동되지만, 둘은 전혀 관련이 없으며, 바너드 68의 사진이 목동자리 공동에 대한 기사를 설명하는 데 잘못 사용되는 경우가 많다.

## 같이 보기
- 태양계의 형성과 진화
- 다크호스 성운